# Andreas Schwarz (Orgelbauer)

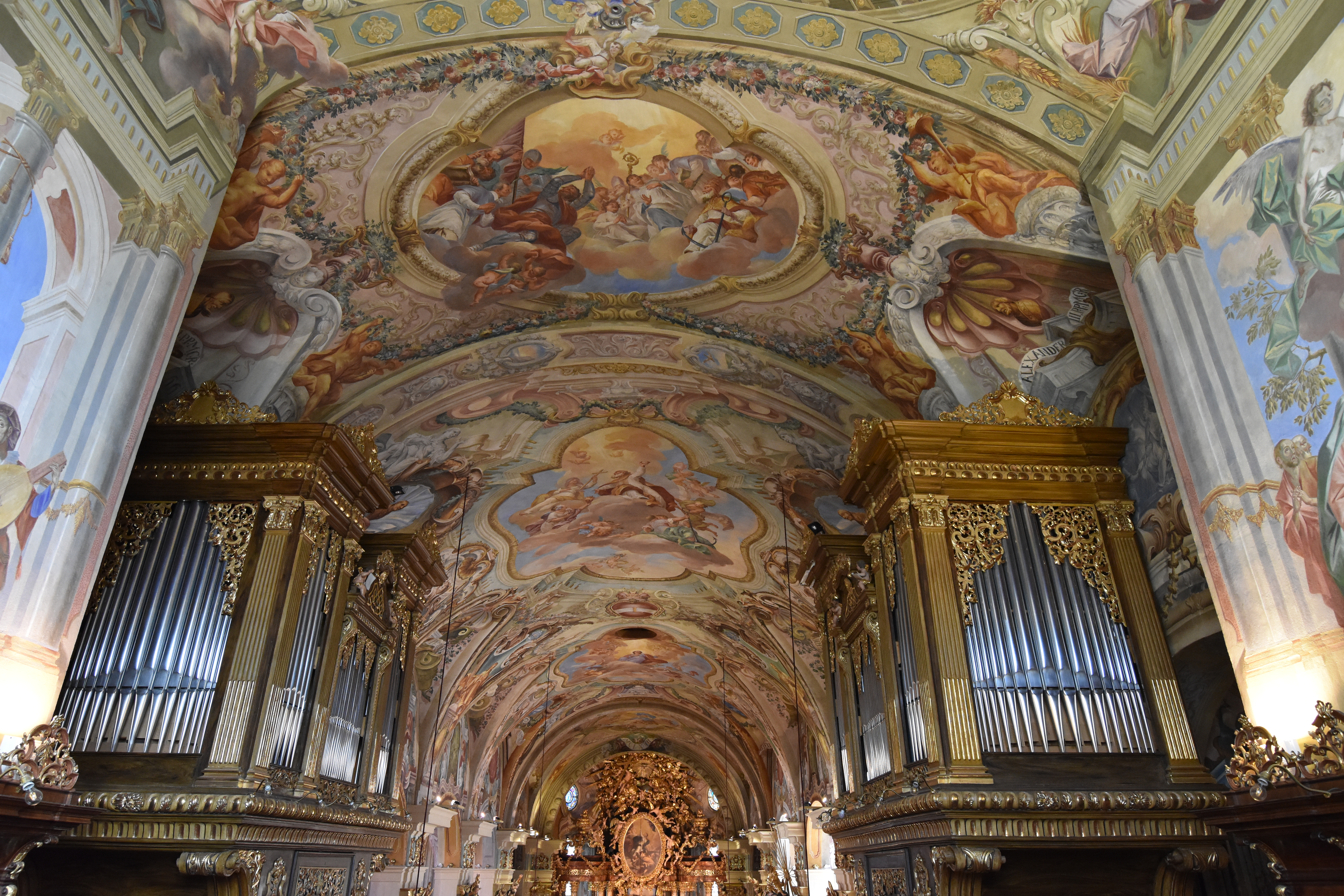
Stift Vorau

Andreas Schwarz (* unbekannt; † 28. Oktober 1734 in Graz) war ein österreichischer Orgelbauer.

## Leben
Andreas Schwarz erlernte das Orgelbauerhandwerk bei Jakob Häcklinger. Er ehelichte am 7. Februar 1700 nach Häcklingers Tod dessen Witwe und führte den Orgelbaubetrieb weiter.
Über 30 Orgeln wurden von ihm gefertigt. Kleinere Werke von ihm sind in Österreich zu finden, größere Orgeln haben sich im benachbarten Slowenien erhalten. Die von ihm gefertigten Instrumente sind dadurch gekennzeichnet, dass sie im Gegensatz zu jenen seines Sohnes Ferdinand Schwarz noch Rückpositive aufweisen und großteils vorderspielig sind.

## Werke (Auswahl)
| Jahr | Ort                      | Gebäude                                             | Bild | Manuale | Register |                                                             |
| ---- | ------------------------ | --------------------------------------------------- | ---- | ------- | -------- | ----------------------------------------------------------- |
| 1704 | Modriach                 | Pfarrkirche Modriach                                |      | I/P     | 8        | Disposition                                                 |
| 1710 | Anger (Steiermark)       | Pfarrkirche Anger                                   |      |         |          | Gehäuse erhalten                                            |
| 1720 | Eibiswald                | Filialkirche hl. Antonius der Einsiedler (Bachholz) |      | I/P     |          |                                                             |
| 1722 | Breitenau am Hochlantsch | Pfarrkirche St. Erhard                              |      | II/P    | 18       | 1782 durch Franz Xaver Schwarz um ein Rückpositiv erweitert |
| 1724 | Kainach bei Voitsberg    | Pfarrkirche                                         |      |         |          | Gehäuse erhalten                                            |
| 1726 | Vorau                    | Stift Vorau                                         |      | II/P    | 26       | Teile des Gehäuses erhalten                                 |
| 1727 | Geistthal-Södingberg     | Pfarrkirche Geistthal                               |      | I/P     |          | 1829, 1972/73 und 2022 restauriert                          |